# Агазарян, Франсин
Франсуаза Изабелла «Франсин» Агазарян, в девичестве Андре (фр. Françoise Isabella "Francine" Agazarian, née Andre; 8 мая 1913 — 1999) — французская разведчица, агент Управления специальных операций в годы Второй мировой войны.

## Биография
Родилась 8 мая 1913 года. В Движении Сопротивления с 1940 года, работала в Женской транспортной службе (позднее — Сестринский йоменский корпус первой медицинской помощи). Завербована Управлением специальных операций под псевдонимом «Маргарит». Во Францию прибыла 17 марта 1943 на самолёте Westland Lysander вместе с Клодом де Бессаком и Франсом Антельмом. Работала в разведывательной сети «Проспер» со своим мужем Джеком Агазаряном как курьер: среди британских агентов считалось странным, когда в одной разведывательной сети работала супружеская пара. Сама Франсин рассказывала следующее об этом:

Хоть и в одной сети, но я и мой муж работали по отдельности: он как радист работал в одиночку, передавая сообщения из разных уголков ежедневно. Я отчитывалась перед «Проспером» (Фрэнсис Саттил), которого мы все называли «Франсуа». Ему нравилось давать мне особые поручения, поскольку Франция — моя родина, а я могла легко обходить трудности, в том числе и в плане чиновничества.
Франсуа был выдающимся лидером с ясным умом, пунктуальным и верным. Мне нравилось работать под его управлением, и я радовалась небольшим испытаниям, которые он ставил передо мной. Например, обзвонить городские ратуши в разных округах Парижа, чтобы обменять истёкшие по времени действия талоны на еду (сделанные в Лондоне) на новые. В основном я доставляла сообщения его помощникам в Париж, в деревни или изолированные дома в сельской местности. Раз за разом я также доставляла взрывчатку из Англии. Однажды с гранатами в своей сумке я ехала в поезде, который был битком набит и мне пришлось стоять рядом с немецким офицером. Эта неудобная ситуация для меня была не новой: я уже сталкивалась с этим в первый раз после моего приезда во Францию, когда надо было ехать на поезде из Пуатье в Париж, и там тоже был заполненный поезд. Я села на свой чемоданчик в коридоре, рядом со мной вплотную стоял немец в форме. Но в первый раз под моими одеждами к талии был привязан широкий чёрный пояс с деньгами для «Проспера», множеством карточек идентификации и талонов на еду; в рукавах моего пальто были кристаллы для радиопередатчиков «Проспера», которые тщательно спрятала Вера Аткинс перед моим отъездом с Оршар-Кур. В чемодане были мой револьвер 32 калибра и боеприпасы. Эта нелепость ситуации как-то изгнала мысли об опасности.
Так или иначе, я верю, что никто из нас в поле деятельности не думал об опасности. Немцы были повсюду, особенно в Париже. При их виде люди обычно шли на работу, ведя себя так обыденно, насколько возможно, и занимаясь своей работой. Поскольку я работала в одиночку, мне больше нравилось, когда мы были вместе — «Проспер» (Фрэнсис Саттил), «Дениз» (Андре Боррель), «Аршамбо» (Жильбер Норман), «Марсель» (Джек Агаразян) и я сидели за столом, пока я расшифровывала радиосообщения из Лондона. Мы всегда надеялись получить заранее какой-то знак, который означал, что из Англии скоро начнётся освободительная операция.

16 июня 1943 Франсин и Джек покинули территорию Франции на самолёте Lysander, их место заняли Дайана Роуден, Сесили Лефор и Нур Инайят Хан. 30 июля 1943 Джек вернулся во Францию, но попал в плен к немцам. После полугодовых пыток в тюрьме Френ он был сослан в концлагерь Флоссенбюрг, где был расстрелян 29 марта 1945 немцами. Посмертно Джек Агазарян награждён орденом Почётного легиона и французском Военным крестом Второй мировой войны.
После войны Франсин жила в Лондоне и была отмечена в донесениях за свои действия во Франции. Вышла замуж во второй раз, взяв фамилию Кэ (фр. Cais). Скончалась в 1999 году.
Награждена Звездой 1939—1945 годов, Французской и Германской звездой, а также Военной медалью 1939—1945 годов с планкой за упоминание в донесениях.